# Hotel Diplomat, Stockholm

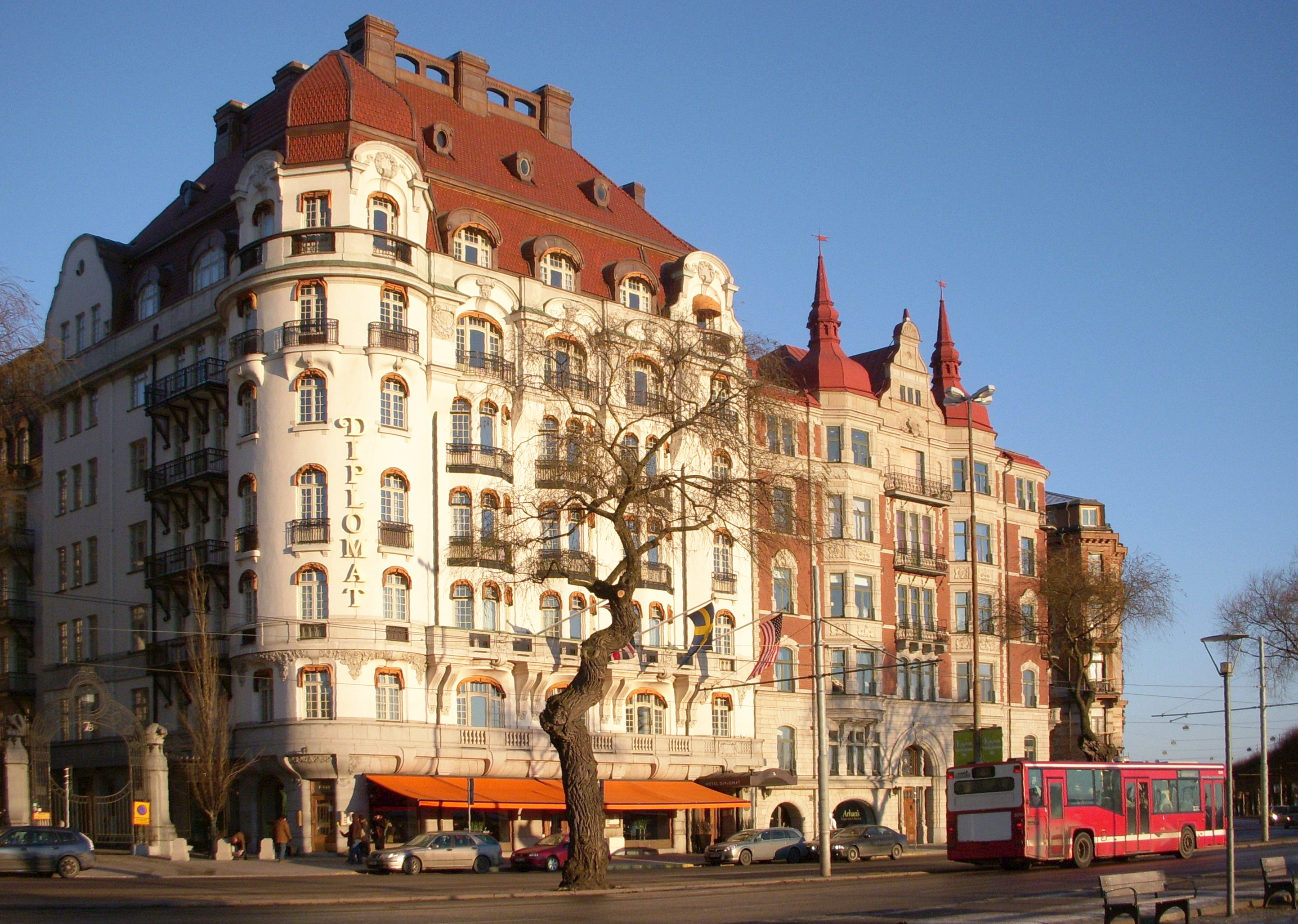
Hotel Diplomat, december 2008.

Hotel Diplomat i Stockholm är ett exklusivt, femstjärnigt hotell beläget i jugendpalatset Strandvägen 7C vid Nybroviken i Stockholms innerstad. 

## Historik

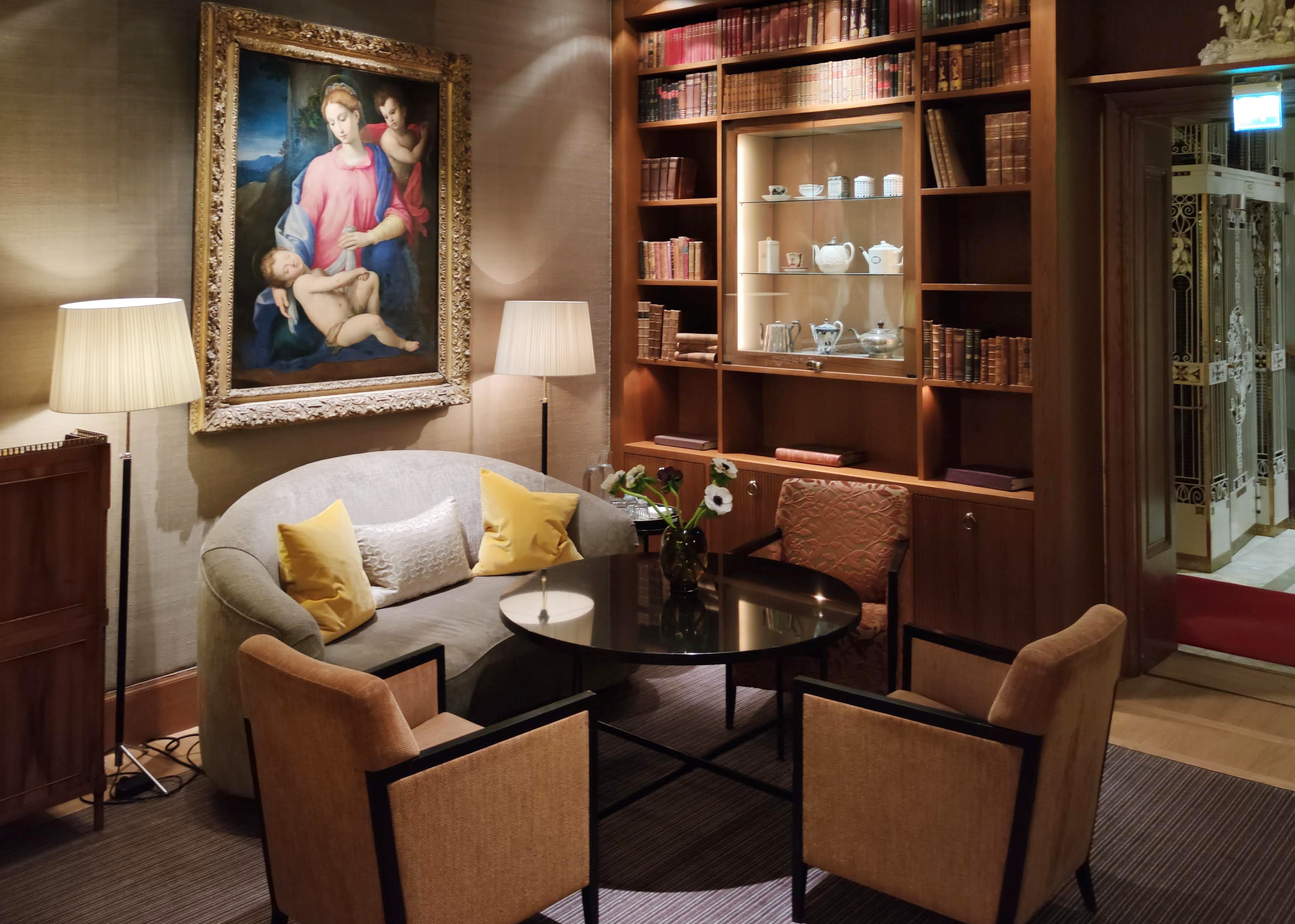
Hotellets salong.

Hotellet grundades 1966 av Sune Malmström (född 1929), son till Sune Malmström. Fastigheten ägdes från början av Sune Malmström d.y:s morföräldrar. Merparten av gästerna är idag internationella.
Byggnaden uppfördes åren 1907-1911 efter ritningar från arkitektfirman Hagström & Ekman. Byggherrar var Per S. Bocander och en J. Eriksson. Den östra byggnaden (Strandvägen 7C) omvandlades på 1960-talet från privatbostäder till hotell med 100 rum enligt arkitekt Gunnar Larséns ritningar.

## Verksamhet
År 2009 omsatte företaget 130 miljoner kronor och hade 100 anställda. Företaget drev även två hotell i Åre, Åregården med Country Club och Dippan. 2011 skedde ett generationsskifte i företaget då Anna Cappelen tog över som verksamhetschef efter sin far, grundaren Sune Malmström, som dock sitter kvar i styrelsen. Idag (2022) erbjuder Hotel Diplomat 130 hotellrum och sviter.